# Championnat de Russie de beach soccer
 (mai 2022).
Le championnat de Russie de beach soccer, créé en 2005, est une compétition annuelle de beach soccer disputée entre les clubs russes.

## Histoire
En 2010, le Lokomotiv Moscou remporte la sixième édition du Championnat National de Russie contre le champion en titre Strogino (2-2 ; 1-0 tab). La station balnéaire de la mer Noire, Anapa, où le tournoi a lieu du 23 septembre au 3 octobre connait une finale entre les deux côtés de la capitale pour la première fois, et bien que Strogino soit plus expérimenté en finale (il participe aux cinq précédentes et remporte les deux dernières), le Loko se retrouve avec le trophée dans les mains grâce à un but plus depuis le point des 9 mètres. L'épine dorsale du Lokomotiv est alors formé par les meilleurs joueurs nationaux, comme le capitaine russe Leonov accompagné de Shkarin, Chaïkov et Makarov, entre autres. L'équipe est renforcée par certains des meilleurs joueurs étrangers tels que le Suisse Dejan Stankovic et l'Ukrainien Vitaliy Sydorenko. Tandis que le Strogino compte sur l'habileté de grands joueurs tels que le brésilien Bruno Malias.
Le Championnat de Russie est alors considérée comme l'une des compétitions nationales les plus compétitives, en raison du niveau de ses joueurs, dont de nombreux footballeurs internationaux de partout dans le monde, et la force des équipes impliquées. Cette année-là, 16 équipes prennent part à la compétition, réparties en quatre groupes. Outre le Lokomotiv et Strogino, Golden Saint-Pétersbourg et le Delta Saratov terminent respectivement à la 3e et 4e place après une phase de groupes durant laquelle aucun ne perd un seul match.
En 2011, la deuxième étape du championnat russe est étonnamment concurrentiels. Le Lokomotiv Moscou, avec le noyau de l'équipe nationale russe en plus des stars portugaises Madjer et Alan ouvrent cette deuxième étape de la Volga avec la volonté de se venger de Strogino, qui peut s'appuyer sur les Brésiliens Buru, Bruno Xavier et Jorginho, tombeur du Loko lors de la première phase. L'hôte de Samara, le Krylia Sovetov, est l'équipe qui peut contester la suprématie moscovite. Avec des joueurs comme les sud-américains Fernando DDI et Pampero, l'équipe Samarienne peut créer la surprise. Outre un tas de matchs incroyables, cette deuxième étape déterminent les 6 meilleures équipes allant en super-finale. Le Lokomotiv conserve son titre lors de celle-ci qui se tient à Saint-Pétersbourg. En finale, similaire à l'année précédente, les moscovites viennent à bout de Strogino (11-8). Stankovic et Shkarin sont élus meilleurs joueurs tandis qu'Aleksandr Filimonov prend lui le trophée de meilleur gardien.
En 2012, le Lokomotiv Moscou réédite pour la troisième fois sa performance en remportant la Superfinal tenue à Saint-Pétersbourg. Le Loko fait plier le FC Krystall Saint-Pétersbourg (5-3). Malgré deux premières phases mitigées, le Lokomotiv remporte tous les points en jeu pour la super finale, laissant Krystal, pourtant en tête du classement avant ce dernier tour, avec l'argent et Strogino à la troisième place. Ces deux équipes se contentent des récompenses individuelles avec Datinho (FC Krystall) nommé MVP et Ippolitov élu meilleur gardien de la compétition. André (FC IBS Saint-Pétersbourg) termine meilleur buteur.

## Déroulement
Le tournoi implique 16 clubs qualifiés pour le tournoi final. Les équipes sont réparties en quatre groupes de quatre équipes dont les deux premiers sont qualifiées pour les quarts de finale.

## Palmarès

### Par édition
| Année | Champion                      | 2e                            | 3e                       | Lieu              |
| ----- | ----------------------------- | ----------------------------- | ------------------------ | ----------------- |
| 2005  | Chemist Voronej               | Dream Team MIPT (Moscou)      | Delta Saratov            | Anapa             |
| 2006  | TIM Saint-Pétersbourg         | Strogino                      | CITY MIPT (Moscou)       | Sotchi            |
| 2007  | IBS Saint-Pétersbourg         | Strogino                      | TIM Saint-Pétersbourg    | Sotchi            |
| 2008  | Strogino                      | Delta Saratov                 | BR Saratov               | Sotchi            |
| 2009  | Strogino (2)                  | IBS Saint-Pétersbourg         | Lukoil Kaliningrad       | Sotchi            |
| 2010  | Lokomotiv Moscou              | Strogino                      | Golden Saint-Pétersbourg | Anapa             |
| 2011  | Lokomotiv Moscou (2)          | Strogino                      | Krylia Sovetov Samara    | Saint-Pétersbourg |
| 2012  | Lokomotiv Moscou (3)          | FC Krystall Saint-Pétersbourg | Strogino                 | Saint-Pétersbourg |
| 2013  | FC Krystall Saint-Pétersbourg | Rotor Volgograd               | Lokomotiv Moscou         | Moscou            |

### Par club
| Équipe                        | Titres               | 2e place                   | 3e place | Podium |
| ----------------------------- | -------------------- | -------------------------- | -------- | ------ |
| Lokomotiv Moscou              | 3 (2010, 2011, 2012) | -                          | 1 (2013) | 4      |
| Strogino                      | 2 (2008, 2009)       | 4 (2006, 2007, 2010, 2011) | 1 (2012) | 7      |
| FC Krystall Saint-Pétersbourg | 1 (2013)             | 1 (2012)                   | -        | 2      |
| IBS Saint-Pétersbourg         | 1 (2007)             | 1 (2009)                   | -        | 2      |
| TIM Saint-Pétersbourg         | 1 (2006)             | -                          | 1 (2007) | 2      |
| Chemist Voronej               | 1 (2005)             | -                          | -        | 1      |

### Trophées individuels
| Année | Meilleur joueur | Meilleur joueur | Meilleur joueur | Meilleur buteur | Meilleur buteur | Meilleur buteur | Meilleur gardien | Meilleur gardien | Meilleur gardien |
| Année | Étape 1         | Étape 2         | Finale          | Étape 1         | Étape 2         | Finale          | Étape 1          | Étape 2          | Finale           |
| ----- | --------------- | --------------- | --------------- | --------------- | --------------- | --------------- | ---------------- | ---------------- | ---------------- |
| 2005  | Vostrikov       | Vostrikov       | Vostrikov       | Shirokov        | Shirokov        | Shirokov        | Sydorenko        | Sydorenko        | Sydorenko        |
| 2006  | Fernando DDI    | Fernando DDI    | Fernando DDI    | Biryukov        | Biryukov        | Biryukov        | Boukhlitski      | Boukhlitski      | Boukhlitski      |
| 2007  | Buru            | Buru            | Buru            | André           | André           | André           | Boukhlitski      | Boukhlitski      | Boukhlitski      |
| 2008  | Leonov          | Leonov          | Leonov          | Kets            | Kets            | Kets            | Gorodnov         | Gorodnov         | Gorodnov         |
| 2009  | Krasheninnikov  | Krasheninnikov  | Krasheninnikov  | André           | André           | André           | Curci            | Curci            | Curci            |
| 2010  | Mozgovoy        | Mozgovoy        | Mozgovoy        | Chaïkov         | Chaïkov         | Chaïkov         | Olenin           | Olenin           | Olenin           |
| 2011  | Bruno Xavier    | Stankovic       | Shkarin         | Fernando DDI    | Fernando DDI    | André           | Tveryankin       | Filimonov        | Filimonov        |
| 2012  | Datinho         | Gil             | Datinho         | Eremeev Alan    | Datinho         | André           | Ippolitov        | Belogrudov       | Ippolitov        |
| 2013  | Belchior        | Shishin         | Shishin         | Brishtel        | Peremitin       | Peremitin       | Chuzhkov         | Sydorenko        | Maxim Chuzhkov   |